# Уриарте, Фидель
Фидель Уриарте Мачо (исп. Fidel Uriarte Macho; 1 марта 1945, Сестао — 19 декабря 2016, Кастро-Урдьялес, Кантабрия) — испанский футболист, выступавший на позиции полузащитника, позднее — футбольный тренер. Играл за сборную Испании.

## Биография

### Клубная карьера
Воспитанник «Атлетика» из Бильбао. В его первой команде дебютировал в 17-летнем возрасте, 23 сентября 1962 года в матче чемпионата Испании против «Малаги». Футболист сразу стал игроком основного состава клуба и к 21-летнему возрасту достиг отметки в 100 сыгранных матчей за клуб, забив за это время 14 голов.
В сезоне 1967/68 забил 22 гола в 24 матчах и стал лучшим бомбардиром чемпионата Испании, его команда финишировала лишь на седьмом месте. В предновогоднем матче того сезона, 31 декабря 1967 против «Бетиса»  (8:0) Уриарте забил пять мячей. В следующем сезоне футболист вместе с командой стал обладателем Кубка Испании (в то время назывался Кубок Генералиссимуса), а в 1973 году повторил этот успех.
В 1974 году покинул «Атлетик». Всего за 12 сезонов в клубе сыграл 389 официальных матчей и забил 120 голов, в том числе 297 матчей и 90 голов в чемпионатах Испании.
Последние три сезона своей карьеры провёл в «Малаге», с которой дважды вылетал из высшего дивизиона и один раз завоевал повышение в классе. В 1977 году в возрасте 32 лет завершил карьеру.

### Карьера в сборной
Дебютный матч за сборную Испании сыграл 28 февраля 1968 года против Швеции. 20 февраля 1971 года в выездном товарищеском матче с Италией забил свой единственный гол за национальную команду. Всего на счету игрока 9 матчей за сборную, в том числе два в отборочном турнире ЧЕ-1972 и семь товарищеских.

### Тренерская карьера
Недолгое время работал главным тренером «Сестао» и «Вильярреала», а также несколько лет работал в системе «Атлетика», в том числе возглавлял его вторую команду.
Церемония прощания с футболистом состоялась 21 декабря в церкви Санта-Мария в Сестао.

## Достижения
- Обладатель Кубка Испании (2): 1968/69, 1972/73
- Лучший бомбардир чемпионата Испании: 1967/68